# If We Can't Trust the Doctors
If We Can't Trust the Doctors är ett album av det amerikanska alt-countrybandet Blanche, utgivet 2004. Det var gruppens debutalbum, efter att tidigare samma år givit ut EP:n America's Newest Hitmakers.
Utöver eget material innehåller albumet bland annat en cover på The Gun Clubs "Jack on Fire", ursprungligen från albumet Fire of Love (1981).

## Låtlista
1. "(Preamble)" (Dan John Miller) - 0:28
2. "Who's to Say..." (Dan John Miller) - 4:25
3. "Do You Trust Me?" (Dan John Miller) - 3:45
4. "Superstition" (Dan John Miller) - 3:32
5. "Bluebird" (Dan John Miller/Tracee Miller) - 2:47
6. "So Long Cruel World" (Dan John Miller) - 4:51
7. "Another Lost Summer" (Dan John Miller) - 3:46
8. "Jack on Fire" (Jeffrey Lee Pierce/Kid Congo Powers) - 4:43
9. "Garbage Picker" (Dan John Miller) - 3:31
10. "The Hopeless Waltz" (Dan John Miller) - 4:05
11. "Wayfaring Stranger" (trad.) - 2:52
12. "Someday..." (Patch Boyle/Dave Feeny/Dan John Miller) - 5:10

## Medverkande
- Dan John Miller - sång, gitarr, fiol
- Tracee Miller - sång, bas
- Patch Boyle - banjo, autoharp
- Dave Feeny - klarinett, piano, pedal steel guitar, melodica, sång
- Lisa "Jaybird" Jannon - trummor

- Brendan Benson - sång
- Tom Hendrickson Jr - gitarr
- Jack White - gitarr